# Mystery Writers of Japan Award
I Mystery Writers of Japan Awards (日本推理作家協会賞?, Nihon Suiri Sakka Kyōkai Shō) sono una serie di riconoscimenti letterari attribuiti alle migliori opere di autori giapponesi appartenenti al genere giallo pubblicate l'anno precedente.
Assegnati annualmente dal Mystery Writers of Japan, sono stati istituiti nel 1947 dallo scrittore Ranpo Edogawa e si dividono in 3 categorie (romanzo, racconto e saggio/biografia) e non è consentito ad uno scrittore di vincere il premio due volte nella stessa sezione.

## Albo d'oro MWJ Award per il Miglior Romanzo (1948–1951, 1976–oggi)
|    | Anno                                                     | Vincitore           | Opera vincitrice                                                                 | Traduzione italiana            |
| -- | -------------------------------------------------------- | ------------------- | -------------------------------------------------------------------------------- | ------------------------------ |
| 1  | 1948                                                     | Seishi Yokomizo     | (本陣殺人事件?, Honjin Satsujin Jiken)                                           | Il detective Kindaichi         |
| 2  | 1949                                                     | Ango Sakaguchi      | (不連続殺人事件?, Furenzoku Satsujin Jiken)                                      |                                |
| 3  | 1950                                                     | Akimitsu Takagi     | (能面殺人事件?, Nomen Satsujin Jiken)                                            |                                |
| 4  | 1951                                                     | Udaru Oshita        | (石の下の記録?, Ishi no Shita no Kiroku)                                         |                                |
|    | 5º - 28º vedi Albo d'oro MWJ Award per la Migliore Opera |                     |                                                                                  |                                |
| 29 | 1976                                                     |                     | Non assegnato                                                                    |                                |
| 30 | 1977                                                     |                     | Non assegnato                                                                    |                                |
| 31 | 1978                                                     | Tsumao Awasaka      | (乱れからくり?, Midare Karakuri)                                                 |                                |
| 31 | 1978                                                     | Shōhei Ōoka         | (事件?, Jiken)                                                                   |                                |
| 32 | 1979                                                     | Yoshiaki Hiyama     | (スターリン暗殺計画?, Sutarin Ansatsu Keikaku)                                   |                                |
| 32 | 1979                                                     | Shin Tendo          | (大誘拐?, Dai Yukai)                                                             |                                |
| 33 | 1980                                                     |                     | Non assegnato                                                                    |                                |
| 34 | 1981                                                     | Kyotaro Nishimura   | (終着駅殺人事件?, Taminaru Satsujin Jiken)                                       |                                |
| 35 | 1982                                                     | Massaki Tsuji       | (アリスの国の殺人?, Arisu no Kuni no Satsujin)                                   |                                |
| 36 | 1983                                                     | Kōshi Kurumizawa    | (天山を越えて?, Tenzan o Koete)                                                  |                                |
| 37 | 1984                                                     | Ichiro Kano         | (ホック氏の異郷の冒険?, Hokku shi no Ikyo no Boken)                              |                                |
| 38 | 1985                                                     | Kenzo Kitakata      | (渇きの街?, Kawaki no Machi)                                                     |                                |
| 38 | 1985                                                     | Hiroko Minagawa     | (壁・旅芝居殺人事件?, Kabe Tabishibai Satsujin Jiken)                            |                                |
| 39 | 1986                                                     | Futari Okajima      | (チョコレートゲーム?, Chokoreto Gemu)                                            |                                |
| 39 | 1986                                                     | Tatsuo Shimizu      | (背いて故郷?, Somuite Kokyo)                                                     |                                |
| 40 | 1987                                                     | Go Osaka            | (カディスの赤い星?, Kadisu no Akai Hoshi)                                        |                                |
| 40 | 1987                                                     | Katsuhiko Takahashi | (北斎殺人事件?, Hokusai Satsujin Jiken)                                          |                                |
| 41 | 1988                                                     | Kenji Kosugi        | (絆?, Kizuna)                                                                    |                                |
| 42 | 1989                                                     | Yoichi Funado       | (伝説なき地?, Densetsu Naki Chi)                                                 |                                |
| 42 | 1989                                                     | Shunzo Waku         | (雨月荘殺人事件?, Ugetsuso Satsujin Jiken)                                       |                                |
| 43 | 1990                                                     | Joh Sasaki          | (エトロフ発緊急電?, Etorofu hatsu Kinkyuden)                                     |                                |
| 44 | 1991                                                     | Arimasa Osawa       | (新宿鮫?, Shinjukuzame)                                                          |                                |
| 45 | 1992                                                     | Yukito Ayatsuji     | (時計館の殺人?, Tokeikan no Satsujin)                                            |                                |
| 45 | 1992                                                     | Miyuki Miyabe       | (龍は眠る?, Ryu wa Nemuru)                                                       |                                |
| 46 | 1993                                                     | Kaoru Takamura      | (リヴィエラを撃て?, Riviera o Ute)                                               |                                |
| 47 | 1994                                                     | Ramo Nakajima       | (ガダラの豚?, Gadara no Buta)                                                    |                                |
| 48 | 1995                                                     | Yoshinaga Fujita    | (鋼鉄の騎士?, Kotetsu no Kishi)                                                  |                                |
| 48 | 1995                                                     | Ichi Orihara        | (沈黙の教室?, Chimmoku no Kyoshitsu)                                             |                                |
| 49 | 1996                                                     | Natsuhiko Kyogoku   | (魍魎の匣?, Mōryō no Hako)                                                       |                                |
| 49 | 1996                                                     | Katsufumi Umehara   | (ソリトンの悪魔?, Soriton no Akuma)                                              |                                |
| 50 | 1997                                                     | Yuichi Shimpo       | (奪取?, Dasshu)                                                                  |                                |
| 51 | 1998                                                     | Hase Seishū         | (鎮魂歌 不夜城II?, Rekuiemu Fuyajo 2)                                            |                                |
| 51 | 1998                                                     | Natsuo Kirino       | (OUT?, Auto)                                                                     | Le quattro casalinghe di Tokyo |
| 52 | 1999                                                     | Ryoichi Kano        | (幻の女?, Maboroshi no Onna)                                                     |                                |
| 52 | 1999                                                     | Keigo Higashino     | (秘密?, Himitsu)                                                                 | La seconda vita di Naoko       |
| 53 | 2000                                                     | Harutoshi Fukui     | (亡国のイージス?, Bokoku no Ijisu)                                               |                                |
| 53 | 2000                                                     | Arata Tendo         | (永遠の仔?, Eien no Ko)                                                          |                                |
| 54 | 2001                                                     | Naomi Azuma         | (残光?, Zanko)                                                                   |                                |
| 54 | 2001                                                     | Hiroe Suga          | (永遠の森?, Eien no Mori)                                                        |                                |
| 55 | 2002                                                     | Hideo Furukawa      | (アラビアの夜の種族?, Arabia no Yoru no Shuzoku)                                 |                                |
| 55 | 2002                                                     | Masaki Yamada       | (ミステリ・オペラ?, Misuteri Opera)                                              |                                |
| 56 | 2003                                                     | Alice Arisugawa     | (マレー鉄道の謎?, Mare Tetsudo no Nazo)                                          |                                |
| 56 | 2003                                                     | Mitsufumi Asagure   | (石の中の蜘蛛?, Ishi no Naka no Kumo)                                            |                                |
| 57 | 2004                                                     | Ryosuke Kakine      | (ワイルド・ソウル?, Wairudo Souru)                                               |                                |
| 57 | 2004                                                     | Shogo Utano         | (葉桜の季節に君を想うということ?, Hazakura no Kisetsu ni Kimi o Omou to iu Koto) |                                |
| 58 | 2005                                                     | Yusuke Kishi        | (硝子のハンマー?, Garasu no Hamma)                                               |                                |
| 58 | 2005                                                     | Atsunori Tomatsu    | (剣と薔薇の夏?, Ken to Bara no Natsu)                                            |                                |
| 59 | 2006                                                     | Riku Onda           | (ユージニア?, Yujinia)                                                           |                                |
| 60 | 2007                                                     | Kazuki Sakuraba     | (赤朽葉家の伝説?, Akakuchibake no Densetsu)                                      | Red girls                      |
| 61 | 2008                                                     | Bin Konno           | (果断 隠蔽捜査2?, Kadan Impeisosa 2)                                             |                                |
| 62 | 2009                                                     | Shusuke Michio      | (カラスの親指?, Karasu no Oyayubi)                                               |                                |
| 62 | 2009                                                     | Koji Yanagi         | (ジョーカー・ゲーム?, Joka Gemu)                                                 |                                |
| 63 | 2010                                                     | Ko Amemura          | (粘膜蜥蜴?, Nemmaku Tokage)                                                      |                                |
| 63 | 2010                                                     | Tokuro Nukui        | (乱反射?, Ranhansha)                                                             |                                |
| 64 | 2011                                                     | Yutaka Maya         | (隻眼の少女?, Sekigan no Shojo)                                                  |                                |
| 64 | 2011                                                     | Honobu Yonezawa     | (折れた竜骨?, Oreta Ryukotsu)                                                    |                                |
| 65 | 2012                                                     | Kazuaki Takano      | (ジェノサイド?, Jenosaido)                                                       | Il protocollo ombra            |
| 66 | 2013                                                     | Muneki Yamada       | (百年法?, Hyakunen Ho)                                                           |                                |
| 67 | 2014                                                     | Kotaro Tsunekawa    | (金色機械?, Kin'iro Kikai)                                                       |                                |
| 68 | 2015                                                     | Ryoe Tsukimura      | (土漠の花?, Dobaku no Hana)                                                      |                                |
| 68 | 2015                                                     | Kazuma Hayami       | (イノセント・デイズ?, Inosento Deizu)                                            |                                |
| 69 | 2016                                                     | Yūko Yuzuki         | (孤狼の血?, Korou no Chi)                                                        |                                |
| 70 | 2017                                                     | Makoto Usami        | (愚者の毒?, Gusha no Doku)                                                       |                                |
| 71 | 2018                                                     | Seiji Kodokoro      | (いくさの底?, Ikusa No Soko)                                                     |                                |
| 72 | 2019                                                     | Aki Hamanaka        | (凍てつく太陽?, Itetsuku Taiyō)                                                  |                                |
| 73 | 2020                                                     | Katsuhiro Go        | (スワン?, Suwan)                                                                 |                                |
| 74 | 2021                                                     | Izumi Sakagami      | (インビジブル?, Inbijiburu)                                                      |                                |
| 74 | 2021                                                     | Tomoya Sakurada     | (蟬かえる?, SSemi Kaeru)                                                         |                                |
| 75 | 2022                                                     | Taku Ashibe         | (大鞠家殺人事件?, marike Satsujin Jiken)                                         |                                |
| 76 | 2023                                                     | Yo Ashizawa         | (夜の道標?, Yoru no Dōhyō)                                                       |                                |
| 76 | 2023                                                     | Satoshi Ogawa       | (君のクイズ?, Kimi no Kuizu)                                                     |                                |
| 77 | 2024                                                     | Yugo Aosaki         | (地雷グリコ?, Jirai Glico)                                                       |                                |
| 77 | 2024                                                     | Akira Ogidou        | (不夜島（ナイトランド）?, Night Land)                                            |                                |
| 78 | 2025                                                     | Kajyu Koizumi       | (崑崙奴?, konrondo')                                                             |                                |

## Albo d'oro MWJ Award per il Miglior Racconto (1948–1951, 1976–oggi)
|    | Anno                                                     | Vincitore          | Opera vincitrice                                                             | Traduzione italiana |
| -- | -------------------------------------------------------- | ------------------ | ---------------------------------------------------------------------------- | ------------------- |
| 1  | 1948                                                     | Takataro Kigi      | (新月?, Shingetsu)                                                           |                     |
| 2  | 1949                                                     | Futaro Yamada      | (眼中の悪魔?, Ganchu no Akuma), (虚像淫楽?, Kyozo Inraku)                    |                     |
| 3  | 1950                                                     | Sunao Otsubo       | (私刑?, Rinchi), (涅槃雪?, Nehan Yuki), (黒子?, Hokuro)                      |                     |
| 4  | 1951                                                     | Kazuo Shimada      | (社会部記者?, Shakaibu Kisha), (風船魔?, Fusen Ma)                           |                     |
|    | 5º - 28º vedi Albo d'oro MWJ Award per la Migliore Opera |                    |                                                                              |                     |
| 29 | 1976                                                     | Yasuji Toita       | (グリーン車の子供?, Gurinsha no Kodomo)                                      |                     |
| 30 | 1977                                                     | Eitaro Ishizawa    | (視線?, Shisen)                                                              |                     |
| 31 | 1978                                                     |                    | Non assegnato                                                                |                     |
| 32 | 1979                                                     | Takashi Atoda      | (来訪者?, Raihosha)                                                          |                     |
| 33 | 1980                                                     |                    | Non assegnato                                                                |                     |
| 34 | 1981                                                     | Etsuko Niki        | (赤い猫?, Akai Neko)                                                         |                     |
| 34 | 1981                                                     | Mikihiko Renjō     | (戻り川心中?, Modorigawa Shinju)                                             |                     |
| 35 | 1982                                                     | Keisuke Kusaka     | (鶯を呼ぶ少年?, Uguisu o Yobu Shonen), (木に登る犬?, Ki ni Noboru Inu)       |                     |
| 36 | 1983                                                     |                    | Non assegnato                                                                |                     |
| 37 | 1984                                                     | Ro Tomono          | (傷ついた野獣?, Kizutsuita Yaju)                                             |                     |
| 38 | 1985                                                     |                    | Non assegnato                                                                |                     |
| 39 | 1986                                                     |                    | Non assegnato                                                                |                     |
| 40 | 1987                                                     |                    | Non assegnato                                                                |                     |
| 41 | 1988                                                     |                    | Non assegnato                                                                |                     |
| 42 | 1989                                                     | Mariko Koike       | (妻の女友達?, Tsuma no Onna Tomodachi)                                       |                     |
| 43 | 1990                                                     |                    | Non assegnato                                                                |                     |
| 44 | 1991                                                     | Kaoru Kitamura     | (夜の蝉?, Yoru no Semi)                                                      |                     |
| 45 | 1992                                                     |                    | Non assegnato                                                                |                     |
| 46 | 1993                                                     |                    | Non assegnato                                                                |                     |
| 47 | 1994                                                     | Jun Saito          | (ル・ジタン?, Ru Jitan)                                                      |                     |
| 47 | 1994                                                     | Kiichiro Suzuki    | (めんどうみてあげるね?, Mendo Mite Ageru ne)                                 |                     |
| 48 | 1995                                                     | Tomoko Kano        | (ガラスの麒麟?, Garasu no Kirin)                                             |                     |
| 48 | 1995                                                     | Masaya Yamaguchi   | (日本殺人事件?, Nihon Satsujin Jiken)                                        |                     |
| 49 | 1996                                                     | Hiroyuki Kurokawa  | (カウント・プラン?, Kaunto Puran)                                            |                     |
| 50 | 1997                                                     |                    | Non assegnato                                                                |                     |
| 51 | 1998                                                     |                    | Non assegnato                                                                |                     |
| 52 | 1999                                                     | Ko Kitamori        | (花の下にて春死なむ?, Hana no Moto nite Haru Shinan)                         |                     |
| 53 | 2000                                                     | Hideo Yokoyama     | (動機?, Doki)                                                                |                     |
| 54 | 2001                                                     |                    | Non assegnato                                                                |                     |
| 55 | 2002                                                     | Yuri Mitsuhara     | (十八の夏?, Juhachi no Natsu)                                                |                     |
| 55 | 2002                                                     | Rintaro Norizuki   | (都市伝説パズル?, Toshi Densetsu Pazuru)                                     |                     |
| 56 | 2003                                                     |                    | Non assegnato                                                                |                     |
| 57 | 2004                                                     | Kōtarō Isaka       | (死神の精度?, Shinigami no Seido)                                            |                     |
| 58 | 2005                                                     |                    | Non assegnato                                                                |                     |
| 59 | 2006                                                     | Yumeaki Hirayama   | (独白するユニバーサル横メルカトル?, Dokuhakusuru Yunibasaru Yoko Merukatoru) |                     |
| 60 | 2007                                                     |                    | Non assegnato                                                                |                     |
| 61 | 2008                                                     | Hiroki Nagaoka     | (傍聞き?, Kataegiki)                                                         |                     |
| 62 | 2009                                                     | Keisuke Sone       | (熱帯夜?, Nettaiya)                                                          |                     |
| 62 | 2009                                                     | Hirofumi Tanaka    | (渋い夢?, Shibui Yume)                                                       |                     |
| 63 | 2010                                                     | Yoshiaki Ando      | (随監?, Zuikan)                                                              |                     |
| 64 | 2011                                                     | Reiichiro Fukami   | (人間の尊厳と八〇〇メートル?, Ningen no Songen to Happyaku Metoru)           |                     |
| 65 | 2012                                                     | Kanae Minato       | (望郷、海の星?, Bokyo, Umi no Hoshi)                                         |                     |
| 66 | 2013                                                     | Nanami Wakatake    | (暗い越流?, Kurai Etsuryu)                                                   |                     |
| 67 | 2014                                                     |                    | Non assegnato                                                                |                     |
| 68 | 2015                                                     |                    | Non assegnato                                                                |                     |
| 69 | 2016                                                     | Naoki Oishi        | (おばあちゃんといっしょ?, Obāchan to Issho)                                  |                     |
| 69 | 2016                                                     | Emi Nagashima      | (ババ抜き?, Babanuki)                                                        |                     |
| 70 | 2017                                                     | Gaku Yakumaru      | (黄昏?, Tasogare)                                                            |                     |
| 71 | 2018                                                     | Ten Furuta         | (偽りの春?, Itsuwari no Haru)                                                |                     |
| 72 | 2019                                                     | Ichi Sawamura      | (学校は死の匂い?, Gakko wa Shi no Nioi)                                      |                     |
| 73 | 2020                                                     | Jun Yagi           | (夫の骨?, Otto no Hone)                                                      |                     |
| 74 | 2021                                                     | Shinichiro Yuki    | (#拡散希望?, #Kakusan_Kibo)                                                  |                     |
| 75 | 2022                                                     | Yu Itsuki          | (スケーターズ・ワルツ?, Suketazu Warutsu)                                    |                     |
| 75 | 2022                                                     | Seiichiro Oyama    | (時計屋探偵と二律背反のアリバイ?, Tokeiya Tantei to Niritsuhaihan no Aribai) |                     |
| 76 | 2023                                                     | Yasuhiko Nishizawa | (異分子の彼女?, Ibunshi no Kanojo)                                           |                     |
| 77 | 2024                                                     | Kaoru Sakasaki     | (ベルを鳴らして?, Bell o Narashite)                                          |                     |
| 77 | 2024                                                     | Yusuke Miyauchi    | (ディオニソス計画?, Dionysios Keikaku)                                       |                     |
| 78 | 2025                                                     | Mikihiko Hisanaga  | (黒い安息の日々?, Kuroi Ansoku no Hibi)                                      |                     |

## Albo d'oro MWJ Award per la Miglior Opera Critica/Biografica (1976–oggi)
|    | Anno | Vincitore                      | Opera vincitrice | Traduzione italiana |
| -- | ---- | ------------------------------ | --- | ------------------- |
| 29 | 1976 | Manji Gonda                    | (日本探偵作家論?, Nihon Tantei Sakka Ron) |                     |
| 30 | 1977 | Masao Yamamura                 | (わが懐旧的探偵作家論?, Waga Kaikyuteki Tantei Sakka Ron) |                     |
| 31 | 1978 | Amehiko Aoki                   | (課外授業 ミステリにおける男と女の研究?, Kagai Jugyo: Misuteri ni okeru Otoko to Onna no Kenkyu)                                                                            |                     |
| 31 | 1978 | Takashi Ishikawa               | (SFの時代?, SF no Jidai) |                     |
| 32 | 1979 | Jinichi Uekusa                 | (ミステリの原稿は夜中に徹夜で書こう?, Misuteri no Genko wa Yonaka ni Tetsuya de Kako)                                                                                       |                     |
| 33 | 1980 |                                | Non assegnato |                     |
| 34 | 1981 | Eisuke Nakazono                | (闇のカーニバル スパイ・ミステリィへの招待?, Yami no Kanibaru: Supai Misuteri e no Shotai)                                                                                  |                     |
| 35 | 1982 |                                | Non assegnato |                     |
| 36 | 1983 |                                | Non assegnato |                     |
| 37 | 1984 |                                | Non assegnato |                     |
| 38 | 1985 | Iwao Matsuyama                 | (乱歩と東京 1920都市の貌?, Rampo to Tokyo: 1920 Toshi no Kao) |                     |
| 38 | 1985 | Minoru Sase                    | (金属バット殺人事件?, Kinzoku Batto Satsujin Jiken) |                     |
| 39 | 1986 | Yoshio Matsumura               | (怪盗対名探偵 フランス・ミステリーの歴史?, Kaito Tai Meitantei: Furansu Misuteri no Rekishi)                                                                                |                     |
| 40 | 1987 | Hideo Ito                      | (明治の探偵小説?, Meiji no Tantei Shosetsu) |                     |
| 41 | 1988 |                                | Non assegnato |                     |
| 42 | 1989 | Akira Naoi                     | (87分署グラフィティ エド・マクベインの世界?, 87bunsho Gurafiti: Ed McBain no Sekai)                                                                                         |                     |
| 43 | 1990 | Shunsuke Tsurumi               | (夢野久作 迷宮の住人?, Yumeno Kyūsaku: Meikyu no Junin) |                     |
| 44 | 1991 | Rō Takenaka                    | (百怪、我ガ腸ニ入ル 竹中英太郎作品譜?, Hyakkai Waga Harawata ni Iru: Eitaro Takenaka Sakuhin-fu)                                                                            |                     |
| 44 | 1991 | Takao Tokuoka                  | (横浜・山手の出来事?, Yokohama Yamanote no Dekigoto) |                     |
| 45 | 1992 | Rokusuke Nozaki                | (北米探偵小説論?, Hokubei Tantei Shosetsu Ron) |                     |
| 46 | 1993 | Fumichika Hasebe               | (欧米推理小説翻訳史?, Obei Suiri Shosetsu Hon'yakushi) |                     |
| 46 | 1993 | Shinji Hata                    | (文政十一年のスパイ合戦?, Bunsei 11nen no Supaigassen) |                     |
| 47 | 1994 | Jiro Kitagami                  | (冒険小説論 近代ヒーロー像100年の変遷?, Boken Shosetsu Ron: Kindai Hiro Zo 100nen no Hensen)                                                                                |                     |
| 48 | 1995 | Saburo Kagami                  | (チャンドラー人物事典?, Chandler Jinbutsu Jiten) |                     |
| 49 | 1996 |                                | Non assegnato |                     |
| 50 | 1997 | Kyodo News Shakaibu            | (沈黙のファイル 「瀬島龍三」とは何だったのか?, Chimmoku no Fairu: Ryūzō Sejima towa Nandattanoka)                                                                           |                     |
| 51 | 1998 | Kiyoshi Kasai                  | (本格ミステリの現在?, Honkaku Misuteri no Genzai) |                     |
| 51 | 1998 | Kenji Kazama                   | (ホラー小説大全?, Hora Shosetsu Daizen) |                     |
| 52 | 1999 | Hidetoshi Mori                 | (世界ミステリ作家事典［本格派篇］?, Sekai Misuteri Sakka Jiten Honkaku ha Hen)                                                                                              |                     |
| 53 | 2000 | Hideki Kobayashi               | (ゴッホの遺言?, Gohho no Yuigon) |                     |
| 54 | 2001 | Takayuki Ikegami               | (20世紀冒険小説読本［日本篇］［海外篇］?, 20seiki Boken Shosetsu Dokuhon Nihon hen Kaigai hen)                                                                              |                     |
| 54 | 2001 | Michio Tsuzuki                 | (推理作家の出来るまで?, Suiri Sakka no Dekiru made) |                     |
| 55 | 2002 |                                | Non assegnato |                     |
| 56 | 2003 | Hirohisa Shimpo Yuzuru Yamamae | (幻影の蔵?, Gen'ei no Kura) |                     |
| 57 | 2004 | Akiyuki Sengai                 | (水面の星座 水底の宝石?, Minamo no Seiza Minasoko no Hoseki) |                     |
| 57 | 2004 | Shigeharu Tada                 | (夢野久作読本?, Yumeno Kyūsaku Dokuhon) |                     |
| 58 | 2005 | Kotaro Hidaka                  | (不時着?, Fujichaku) |                     |
| 59 | 2006 | Hiroshi Gohara                 | (松本清張事典 決定版?, Seicho Matsumoto Jiten Kettei ban) |                     |
| 59 | 2006 | Tetsutaka Shibata              | (下山事件 最後の証言?, Shimoyama Jiken Saigo no Shogen) |                     |
| 60 | 2007 | Nobumitsu Kodaka               | (私のハードボイルド 固茹で玉子の戦後史?, Watashi no Hadoboirudo Katayude Tamago no Sengo Shi)                                                                               |                     |
| 60 | 2007 | Masaaki Tatsumi                | (論理の蜘蛛の巣の中で?, Ronri no Kumo no Su no Naka de) |                     |
| 61 | 2008 | Junichiro Kida                 | (幻想と怪奇の時代?, Genso to Kaiki no Jidai) |                     |
| 61 | 2008 | Hazuki Saisho                  | (星新一 一〇〇一話をつくった人?, Shinichi Hoshi 1001wa o Tsukutta Hito) |                     |
| 62 | 2009 | Toshiaki Endo                  | (「謎」の解像度 ウェブ時代の本格ミステリ?, Nazo no Kaizodo: Webu Jidai no Honkaku Misuteri)                                                                                 |                     |
| 62 | 2009 | Yuichiro Kurihara              | (〈盗作〉の文学史 市場・メディア・著作権?, Tosaku no Bungaku Shi: Shijo Media Chosakuken)                                                                                   |                     |
| 63 | 2010 | Kentaro Komori                 | Eibungaku no Chika Suimyaku: Koten Misuteri Kenkyu Ruiko Kuroiwa Hon'an Genten kara Ellery Queen made (英文学の地下水脈 古典ミステリ研究 黒岩涙香翻案原典からクイーンまで?) |                     |
| 64 | 2011 | Masao Higashi                  | (遠野物語と怪談の時代?, Tono Monogatari to Kaidan no Jidai) |                     |
| 65 | 2012 | Jun'ya Yokota                  | (近代日本奇想小説史 明治篇?, Kindai Nihon Kiso Shosetsu Shi: Meiji hen) |                     |
| 66 | 2013 | Koichi Suwabe                  | (『マルタの鷹』 講義?, Maruta no Taka Kogi) |                     |
| 67 | 2014 | Kiyoshi Shimizu                | (殺人犯はそこにいる?, Satsujinhan wa Soko ni Iru) |                     |
| 67 | 2014 | Motoi Taniguchi                | (変格探偵小説入門?, Henkaku Tantei Shosetsu Nyumon) |                     |
| 68 | 2015 | Masahiko Kikuni                | (本棚探偵最後の挨拶?, Hondana Tantei Saigo no Aisatsu) |                     |
| 68 | 2015 | Aoi Shimotsuki                 | (アガサ・クリスティー完全攻略?, Agasa Kurisuti Kanzen Koryaku) |                     |
| 69 | 2016 |                                | Non assegnato |                     |
| 70 | 2017 | Yoshinobu Kadoi                | (マジカル・ヒストリー・ツアー?, Majikaru Hisutorī Tsuā) |                     |
| 71 | 2018 | Noboru Miyata                  | (昭和の翻訳出版事件簿?, Shōwa no Hon'yaku Shuppan Jikenbo) |                     |
| 72 | 2019 | Yasuo Nagayama                 | (日本SF精神史【完全版】?, Nihon SF Seishinshi Kanzenban) |                     |
| 73 | 2020 | Seung Chul Kim                 | (遠藤周作と探偵小説?, Endō Shūsaku to Tantei Shōsetsu) |                     |
| 74 | 2021 | Keisuke Mada                   | (真田啓介ミステリ論集 古典探偵小説の愉しみ?, Mada Keisuke Misuteri Ron Shū: Koten Tantei Shōsetsu no Tanoshimi)                                                             |                     |
|    | 2022 | Osamu Komori                   | (短編ミステリの二百年?, Tanpen Misuteri no 200 Nen) |                     |
| 76 | 2023 | Masamichi Higurashi            | (シャーロック・ホームズ・バイブル?, Shārokku Hōmuzu Baiburu) |                     |
| 77 | 2024 | Masaki Kawade                  | (ミステリ・ライブラリ・インヴェスティゲーション 戦後翻訳ミステリ叢書探訪?, Mystery Library Investigation Sengo Honyaku Mystey Sousho Tanbou )                               |                     |
| 77 | 2024 | Shosaku Naka                   | (江戸川乱歩年譜集成?, Edogawa Rampo Nenpu Shusei) |                     |
| 78 | 2025 | Matsukoi Sugie                 | (日本の犯罪小説?, Nihon no Hanzai Shosetsu) |                     |

## Albo d'oro MWJ per la narrativa misteriosa in traduzione (2023–oggi)
Vincitori (in grassetto) e candidati.
|    | Anno | Autrice Autore      | Opera vincitrice                         | Année de publication originale | Anno di pubblicazione originale | Paese                  |
| -- | ---- | ------------------- | ---------------------------------------- | ------------------------------ | ------------------------------- | ---------------------- |
| 76 | 2023 | Niklas Natt och Dag | 1794 / 1795                              | Miho Hellén-Halme              | 2019 / 2021                     | Svezia (bandiera)      |
| 76 | 2023 | Harlan Coben        | Win                                      | Toshiki Taguchi                | 2021                            | Stati Uniti (bandiera) |
| 76 | 2023 | Janice Hallett      | The Appeal                               | Ran Yamada                     | 2021                            | Regno Unito (bandiera) |
| 76 | 2023 | Richard Lange       | Sweet Nothing                            | Hiroto Yoshino                 | 2015                            | Stati Uniti (bandiera) |
| 76 | 2023 | Stuart Turton       | The Devil and the Dark Water             | Kazuyo Misumi                  | 2020                            | Regno Unito (bandiera) |
| 77 | 2024 | Joseph Knox         | True Crime Story                         | Makiko Ikeda                   | 2021                            | Regno Unito (bandiera) |
| 77 | 2024 | 孙 沁文             | 凜冬之棺                                 | Kosaku Ai                      | 2018                            | Cina (bandiera)        |
| 77 | 2024 | S.A. Cosby          | Razorblade Tears                         | Takuro Kagayama                | 2021                            | Stati Uniti (bandiera) |
| 77 | 2024 | Danya Kukafka       | Notes on an Execution                    | Miho Suzuki                    | 2022                            | Stati Uniti (bandiera) |
| 77 | 2024 | Ann Cleeves         | The Long Call                            | Mayumi Takayama                | 2019                            | Regno Unito (bandiera) |
| 78 | 2025 | Stephen King        | Billy Summers                            | Ro Shiraishi                   | 2021                            | Stati Uniti (bandiera) |
| 78 | 2025 | Jake Lamar          | Viper's Dream                            | Takuro Kagayama                | 2023                            | Stati Uniti (bandiera) |
| 78 | 2025 | 馬 伯庸             | 両京十五日                               | Masataka Saito                 | 2020                            | Cina (bandiera)        |
| 78 | 2025 | Jo Nesbø            | Kongeriket                               | Megumi Suzuki                  | 2020                            | Norvegia (bandiera)    |
| 78 | 2025 | Benjamin Stevenson  | Everyone In My Family Has Killed Someone | Kazuko Tominaga                | 2022                            | Australia (bandiera)   |

## Albo d'oro MWJ Award per la Migliore Opera (1952–1975)
|    | Anno | Vincitore         | Opera vincitrice                                                      |          | Traduzione italiana |
| -- | ---- | ----------------- | --------------------------------------------------------------------- | -------- | ------------------- |
| 5  | 1952 | Jun Mizutani      | (ある決闘?, Aru Ketto)                                                | Racconto |                     |
| 5  | 1952 | Ranpo Edogawa     | (幻影城?, Gen'ei-jo)                                                  | Saggio   |                     |
| 6  | 1953 |                   | Non assegnato                                                         |          |                     |
| 7  | 1954 |                   | Non assegnato                                                         |          |                     |
| 8  | 1955 | Sango Nagase      | (売国奴?, Baikoku-do)                                                 | Racconto |                     |
| 9  | 1956 | Jokichi Hikage    | (狐の鶏?, Kitsune no Tori)                                            | Racconto |                     |
| 10 | 1957 | Seichō Matsumoto  | (顔?, Kao)                                                            | Racconto |                     |
| 11 | 1958 | Kikuo Tsunoda     | (笛吹けば人が死ぬ?, Fue Fukeba Hito ga Shinu)                         | Racconto |                     |
| 12 | 1959 | Yorichika Arima   | (四万人の目撃者?, Yommannin no Mokugekisha)                           | Romanzo  |                     |
| 13 | 1960 | Tetsuya Ayukawa   | (憎悪の化石?, Zoo no Kaseki), (黒い白鳥?, Kuroi Hakucho)              | Romanzo  |                     |
| 14 | 1961 | Tsutomu Minakami  | (海の牙?, Umi no Kiba)                                                | Romanzo  |                     |
| 14 | 1961 | Saho Sasazawa     | (人喰い?, Hitokui)                                                    | Romanzo  |                     |
| 15 | 1962 | Takashi Asuka     | (細い赤い糸?, Hosoi Akai Ito)                                         | Romanzo  |                     |
| 16 | 1963 | Takao Tsuchiya    | (影の告発?, Kage no Kokuhatsu)                                        | Romanzo  |                     |
| 17 | 1964 | Tensei Kono       | (殺意という名の家畜?, Satsui to iu Na no Kachiku)                     | Romanzo  |                     |
| 17 | 1964 | Shoji Yuki        | (夜の終る時?, Yoru no Owaru Toki)                                     | Romanzo  |                     |
| 18 | 1965 | Yo Sano           | (華麗なる醜聞?, Kareinaru Shubun)                                     | Romanzo  |                     |
| 19 | 1966 | Kawataro Nakajima | (推理小説展望?, Suiri Shosetsu Tembo)                                 | Saggio   |                     |
| 20 | 1967 | Toru Miyoshi      | (風塵地帯?, Fujin Chitai)                                             | Romanzo  |                     |
| 21 | 1968 | Shinichi Hoshi    | (妄想銀行?, Moso Ginko)                                               | Racconto |                     |
| 22 | 1969 |                   | Non assegnato                                                         |          |                     |
| 23 | 1970 | Chin Shunshin     | (玉嶺よふたたび?, Gyokurei yo Futatabi), (孔雀の道?, Kujaku no Michi) | Romanzo  |                     |
| 24 | 1971 |                   | Non assegnato                                                         |          |                     |
| 25 | 1972 |                   | Non assegnato                                                         |          |                     |
| 26 | 1973 | Shizuko Natsuki   | (蒸発 ある愛の終わり?, Johatsu: Aru Ai no Owari)                      | Romanzo  |                     |
| 26 | 1973 | Seiichi Morimura  | (腐食の構造?, Fushoku no Kozo)                                        | Romanzo  |                     |
| 27 | 1974 | Sakyō Komatsu     | (日本沈没?, Nippon Chimbotsu)                                         | Romanzo  |                     |
| 28 | 1975 | Ikko Shimizu      | (動脈列島?, Domyaku Retto)                                            | Romanzo  |                     |

## Albo d'oro MWJ per il nuovo volto (1948)
|   | Anno | Vincitore      | Opera vincitrice               | Traduzione italiana |
| - | ---- | -------------- | ------------------------------ | ------------------- |
| 1 | 1948 | Shigeru Kayama | (海鰻荘奇談?, Kaiman-so Kidan) |                     |

## Albo d'oro MWJ per l'incoraggiamento (1954)
|   | Anno | Vincitore     | Opera vincitrice              | Traduzione italiana |
| - | ---- | ------------- | ----------------------------- | ------------------- |
| 7 | 1954 | Jojiro Okami  | (鉛の小函?, Namari no Kobako) |                     |
| 7 | 1954 | Ro Hikawa     | (睡蓮夫人?, Suiren Fujin)     |                     |
| 7 | 1954 | Saburo Washio | (雪崩?, Nadare)               |                     |